# Tête d'apôtre (Vélasquez)
La tête d'apôtre est une huile sur toile peinte par Diego Vélasquez vers 1619 – 1620 et recoupée sur ses bords. Il a été pensé que la toile pouvait avoir fait partie d'une série « apôtres » peint par Vélasquez à Séville, et dont ferait partie le Saint Thomas du musée des beaux-arts d'Orléans et le Saint Paul du musée national d'art de Catalogne (Barcelone). Le tableau fut connu à partir de 1914, alors qu'il était propriété du marquis de Casa Torres, et déjà attribué à Vélasquez. En décembre 2003 il fut mis en vente à Madrid pour un prix supérieur à deux millions d'euros, mais ne trouva pas preneur. En 2006 il fut acquis par le musée du Prado qui le laisse en dépôt au Musée des beaux-arts de Séville.

## Attribution
Antonio Ponz dans son Voyage en Espagne (1772) mentionna, dans une pièce contiguë au prieuré de la chartreuse de Séville « diverses peintures d'apôtres, qui si elles sont de Vélasquez comme ils l'affirment là-bas, pourrait avoir été peintes à ses débuts ». Bien que Ponz n'aille pas jusqu'à attribuer les toiles à Vélasquez, plusieurs tentatives ont été réalisées pour mettre ces peintures en relation avec les trois apôtres conservés et avec un « Saint Simon » disparu depuis 1951, et attribué par José Lopez-Rey à l'école de Vélasquez.
Cependant, le silence de Francisco Pacheco sur ces peintures lors de sa visite de la chartreuse de Séville en 1632 laisse planer un doute sur cette attribution.
Deux autres toiles « qui représente chacune un apôtre » étaient attribuées à Vélasquez par un inventaire de 1786 des peintures du couvent de San Hermenegildo de Madrid. L'inventaire était destiné à une vente, et il n'a pas été possible de lier ces œuvres avec aucune des toiles qui nous sont parvenues.
Malgré l'absence d'informations avant 1914, Alfonso E. Pérez Sánchez affirme que « la considération comme œuvre de Vélasquez de cette toile a été majoritairement acceptée », bien que pour lui ça n'enlève rien des doutes sur cette attribution que certains critiques « considèrent avec un point d’interrogation ». Parmi eux se trouve  José López-Rey qui après l'avoir accepté la prend avec des réserves à cause de son mauvais état de conservation, même s'il observe certaines ressemblances entre cette tête – qu'il dit être, avec réserve, Saint Paul – et certaines têtes peintes pour Vicente Carducho, par exemple la toile  au dessin un peu plus fouillé Saint Bruno refusant la mitre que lui offre le pape Urbain II (musée du Prado).
Le nettoyage qu'il subit lors de sa mise ne vente en 2003 permit de vérifier que, malgré tout, son état de conservation – hormis le recoupage réalisé à une date inconnue – est bon, avec seulement quelques éclats perdus au niveau des vêtements.

## Description
Le peintre se servit d'une préparation brun sombre, typique des productions sévillanes du jeune Vélasquez, et le modelé sec du visage, avec quelques touches de lumières sur la peau, contraste avec le traitement fluide de la barbe blanche ; technique qu'il avait déjà utilisée dans d'autres toiles de cette époque. Cette ressemblance est particulièrement notable avec le Saint Paul de Barcelone, dont il semble reprendre le modèle inversé. Après avoir été achetée par le Musée du Prado, la toile figura dans l'exposition Les fables de Vélasquez (2007, n°5), où fut réaffirmée la paternité de Vélasquez pour la qualité de la peinture « d'exécution très sûre, dans laquelle avec une grande économie de tonalités chromatiques, son auteur a pu transmettre très efficacement une sensation de vie et d'énergie ».
La tête a certaines ressemblances avec une gravure de Werner van den Valckert – d'après  Benito Navarrete – dans sa représentation de Platon.